# 더테크놀로지
더테크놀로지(영어: The Technology Co. Ltd.)는 대한민국의 원료의약품 생산 기업이다.

## 역사
2001년 코바이오텍이라는 이름으로 상장한 뒤 2008년 5월 팜스웰바이오로 2019년 11월 큐브앤컴퍼니, 2021년 10월 한주케미칼앤홀딩스, 2021년 12월 한창바이오텍을 거쳐 지난 2022년 10월 엑서지21, 다시 현재의 사명으로 변경하였다

## 논란
2024년 유상증자 및 신주인수권부사채 발행 결정 철회에 따른 공시 번복을 사유로 불성실공시법인으로 지정되어 주권매매거래가 하루 정지된 바 있다.

## 참고 문헌
1. ↑  더테크놀로지 '리버스 삼국', 구글 플레이스토어 인기 1위 달성, 머니투데이, 2024년 4월 30일
2. ↑  한창바이오텍, 사명 엑서지21로 변경 상장 "최고 효율의 스마트팜 만든다", 머니투데이, 2022년 10월 28일
3. ↑  손 바뀐 엑서지21, 다시 게임사에 지분 투자한다고? 에너지경제신문, 2024년 3월 25일
4. ↑  서용덕, 거래정지 풀린 더테크놀로지, 이틀 연속 상한가, 영남일보, 2024년 8월 28일